# Bosna i Hercegovina u srednjem vijeku
U srednjem vijeku na tlu današnje Bosne i Hercegovine izdigla se srednjovjekovna Bosanska država. Od 12. stoljeća kao banovina, a 1377. godine postala je kraljevstvo. Prvi kralj je bio Tvrtko I., a posljednji Stjepan Tomašević. U tom cijelom razdoblju su banovi i kraljevi priznavali hrvatsko-ugarske kraljeve za svoje seniore. Bosni je titulu kraljevstva priznao papa (koji je u zapadnom svijetu jedini imao pravo dodjelivati taj naslov) tek 1461. Njezinu konačnu propast 1463. godine uzrokovalo je Osmansko Carstvo.
Tako je Bosna postojala 86 godina kao kraljevina, a 197 godina kao banovina. Iako nominalno zavisna zemlja Ugarskog kraljevstva i vazal hrvatsko-ugarskog kralja, Bosanska banovina je bila de facto neovisna država.
Ovisno o razvoju, srednjovjekovna Bosna je poznata pod imenima Banovina Bosna i Bosansko Kraljevstvo ili skupnim imenom Srednjovjekovna Bosna. Poslije vladavine Stjepana II. Kotromanića bili su gotovo svi srednjovjekovni vladari Bosne katolici. Kraljevina Bosna je bila katolička i zapadno orijentirana kraljevina, uz kasniji uticaj i s istoka nakon što je Tvrtko postao kralj otkada je počela bizantizacija titula na bosanskom dvoru. Osim katoličanstva i pravoslavlja veliku ulogu u političkim prilikama odigrala je i authotona Crkva bosanska. Dragutin Pavličević opisuje ju kao graničnu katoličku tampon državu između katoličke Hrvatske i grkoistočne Srbije.

## Postanak granične banovine

### Rani počeci
Bosna je planinska zemlja koja se razvila u istočnom dijelu današnje BiH oko gornjeg toka rijeke Bosne. Pretežito je bila pod vlašću hrvatskih knezova i kraljeva, te iako ju prvi put spominje Konstantin Porfirogenet u sastavu Srbije za vrijeme Časlava i naziva ju "malena zemlja Bosna" s dva grada: Kotor (Kotorac kod Sarajeva) i Desnik, tu se radilo o kratkom periodu srpske vlasti. Većim dijelom 10. i 11. stoljeća je bila provincija u sastavu Hrvatske, uz privremene prekide Bizanta i zetskog kralja Bodina. Razdoblja u kojima je prvotna Bosna do 11. stoljeća pripadala susjednoj hrvatskoj bila su mnogo duža nego razdoblja u kojima je pripadala srpskoj državi. Kao rubno područje hrvatskog kraljevstva Bosna je imala visok stupanj autonomije, te se u Supetarskom kartularu spominje zasebni ban u Bosni već krajem 11. stoljeća.
Kako Hrvatska 1102. ulazi u personalnu uniju s Ugarskom, te tako ostaje bez kraljeva narodne krvi, na rubnim prostorima jačaju devolucijski procesi.
Povijest u tim brdovitim predjelima Bosne od doseljenja Slavena u 7. st. pa do polovice 12. st. nije ostavila puno tragova. Većinu vremena bila je dijelom jačih okolnih država poput Hrvatske, Bizanta, Bugarske, i Duklje. U to vrijeme doseljeno hrvatsko i ostalo slavensko stanovništvo bilo je pokršteno (od 7. do 9. st.) i to iz Splita, pa se tako u 11. st. prvi put i spominje bosanska biskupija kao podložna najprije splitskoj a kasnije barskoj, i na kraju dubrovačkoj nadbiskupiji. Služba se Božja obavljala crkvenoslavenskim.

### Ban Borić
Titula bana u Bosni spominje se već i ranije, a prvi poznati ban je bio plemić i Hrvat iz Slavonije ban Borić (1154. – 1164.), mlad vladar i vazal hrvatsko-ugarskog kralja. Za njegovog banovanja vodio veliki rat između hrvatsko-ugarskog kralja Stjepana IV. i bizantskog cara Manuela I. Komnena (1143. – 1180.) oko prevlasti na Balkanu. Kao podanik hrvatsko-ugarskog kralja, a sa svojom vojskom je sudjelovao u opsadi Braničeva. Pri povratku je pretrpio poraz od bizantske vojske. Tako je Bizant na kratko vrijeme pripojio Bosnu svome carstvu (1167. – 1180.).

### Ban Kulin
Nakon bana Borića bansku vlast preuzima drugi plemić ban Kulin (1180. – 1204.). Do 1180. priznaje bizantsku prevlast. Poslije smrti bizantskog cara Manuela I. Komnena 1180. prestaje bizantska, a vraća se ugarsko-hrvatska vlast nad banovinom. Sudjeluje u borbama Hrvatsko-Ugarskog Kraljevstva i Srbije protiv Bizanta (1181. – 1183.). Nakon tog razdoblja Hrvatsko-Ugarsko Kraljevstvo obnavlja vlast nad rubnim provincijama. Ban Kulin ostaje banom, a banovina mu se širi na prostore župa Usore i Soli, tako da je tadašnja banovina Bosna obuhvaćala međurječje između rijeka  Bosne,  Drine i  Save,  tj. 1/3 današnje BiH. Do kraja 12. stoljeća znatno napreduje i proces feudalizacije.
Teritorijalno širenje banske vlasti poticao je snažan unutarnji razvoj, koji se manifestirao privrednim pokazateljima i međunarodnim poštovanjem. Potičući ekonomski razvoj, ban Kulin je želio je poslovnu suradnju sa susjedima te je s Dubrovnikom sklopio trgovački ugovor. Taj dokument, Povelja Kulina bana iz 29. kolovoza 1189. pokazuje više segmenata srednjovjekovne banovine. Da osigura dubrovačke trgovce i pojača promet sa svojom banovinom, ban Kulin im je osigurao punu slobodu kretanja i trgovanja bez plaćanja carine. Dubrovači trgovci su tako mogli iskorištavati bogate bosanske rudnike. Povelja ukazuje na postojanje ranih veza s Dubrovnikom. 
Uspostavio je dobre odnose s vladarom Huma (Hercegovine), koji je Kulinovu sestru uzeo za ženu te sa srpskim velikim županom Stefanom Nemanjom. Preveliko jačanje banovine je smetalo njezinim susjedima (Duklja) kao i seniorima, ugarsko-hrvatskim kraljevima. Sukobi su se doticali crkvene vlasti kao i optužbi za herezu. Ban Kulin je umro 1204. godine.

### Počeci hereze
Razni izvori koncem 12. st. spominju postojanje krivovjerja u Bosni. Tako npr. knez Vukan iz Zete 1199., želeći diskreditirati i banovinu i Dubrovčane, piše papi Inocentu III. da u Bosni sve vrvi od krivovjeraca te da ih i sama vladarska kuća (bana Kulina) potpomaže. To je dalo povoda papi da zatraži od hrvatsko-ugarskoga kralja, seniora bosanskog bana, da nastupi protiv njih.
Kralju je povjereno da uništi bilo kakav trag krivovjernika, da im konfiscira imanja i da ne poštedi nikoga, pa čak ni bana. Unatoč tome nije došlo do većih bitaka, a sukobi s "krivovjernicima" su se sveli na sitne "čarke". Kralj je želio uspostaviti funkcionalniji nadzor nad bosanskom biskupijom pa se u Rimu krajem 12. stoljeća zauzimao da biskupija potpadne pod jurisdikciju nadbiskupa u Splitu. 
Papa je ujedno poslao svog izaslanika (legata) Ivana de Casamare da izvidi stvar. Reakcija bana je bila sazivanje skupa na Bilinom polju te je u prisustvu velikog broja podanika i vjernika pred papinim izaslanikom Ivanom de Casamareom javno potvrdio vjernost učenjima katoličke crkve 8. travnja 1203. kako je Rim zatražio (Bilinopoljska izjava). Te godine su se "bosanski krstjani" (to je bilo ime kojim su se katolički kršćani optuženi za krivovjerje sami nazivali) odrekli hereze, iako postoje sumnje u iskrenost doga čina.
Time je izbjegnut veći sukob, no spomen na krivovjerje nije uništen te se od tog vremena u izvorima spominje "Crkva bosanska". 

### Borba za jaču neovisnost od središnje vlasti
Kulina je naslijedio ban Stjepan Kulinić (1204. – 1232.). Iako se oslanjao na čvrstu odanost papi i ugarsko-hrvatskoj kruni, imao je problema s lokalnom plemstvom, koje ga je na kraju i zbacilo. Stjepanov sin, Sebislav, je upravljao Usorom na sjeveru uz pomoć kralja sve do 1240. 
Na vlast 1232. godine dolazi ban Matej Ninoslav, kog optužuju za herezu. Papa šalje izaslanika Jakova u banovinu, kojeg uznemiruje vjera bana i samog bosanskog biskupa. Matej Ninoslav i njegov rođak Prijezda potvrđuju svoje katoličanstvo. Tada u banovinu dolaze dominikanci, koji kao inkvizitori vrše pokrštavanje stanovništva, a Prijezda im je morao predati svoga sina kao taoca kako ne bi odstupio od rimske crkve. Unatoč papinoj zaštiti 1233., Mateja se ponovno optužuje za herezu.  
Nije bilo sasvim sigurno koliko je bilo iskreno ono Ninoslavovo odreknuće od hereze. U 13. st., u drugoj njegovoj četvrtini, ponovo dolazi do žestokih nastupa i pape i ugarskih kraljeva protiv bosanskih krivovjeraca. Papa je tada svrgnuo domaćeg biskupa (čiji je rođeni brat bio poglavar krivovjeraca), izdvojio bosansku biskupiju ispod vlasti dubrovačkog nadbiskupa i podredio je neposredno Rimu a od g. 1247. nadbiskupu u Kaloči (u Mađarskoj). Za novog biskupa postavio je Ivana Wildeshausena, zvanog Nijemac, člana mađarske dominikanske provincije i imenovao dominikance da istražuju krivovjerje u Bosni; u to su vrijeme Mađari vodili i križarsku vojnu protiv bosanskih krivovjeraca (1225-27. i 1234-39.).
Papa Grgur IX. zbog toga poziva 1234. na rat protiv Bosne i heretika i postavlja 1235. dominikanca Ivana za novog biskupa, a hercega Kolomana 1235. potvrđuje banom nakon što mu je otac Andrija II. dao Bosnu na upravu. Do rata dolazi 1235. s Kolomanom na čelu koji traje do 1238. bez nekih trajnijih izmjena. Kraljeva vojska je u tom ratu poharala Bosnu i Hum, a na strani kralja su bili Sebislav od Usore i Prijezda, koji je nakratko dobio bansku čast. Ban Matej Ninoslav je 1240. zaključio ugovor s Dubrovnikom o trgovini i prijateljstvu kojim se obavezao da će braniti Dubrovnik ako se zarati s raškim kraljem što znači da ga kraljeva vojna nije uklonila s vlasti u tom razdoblju. 
Kraljeva vojska se 1241. godine povukla na sjever suprotstavivši se Mongolima u najezdi na Ugarsku pa je Matej uspio ponovno zadobiti vlast u banovini i ponovno postao banom. Mongoli su potukli ugarsku vojsku, opljačkali hrvatsko-ugarsku državu, a nakon smrti njihovog kana vratili su se na istok zaobišavši banovinu bez većih šteta. 
U ratu Splita protiv Trogira, Matej je stao na stranu Splita i bio je od 1242. – 1244. njegov knez. Trogir je bio na strani Bele IV., koji je htio proširiti posjede u okolici Splita. Nakon oporavka svoje vojske, Bela IV. 1244. kreće na banovinu. Ban Ninoslav se ipak pokorio kralju i priznao Katoličkoj crkvi prava i povlastice na ranije danim posjedima, kao i odrekao svojih posjeda izvan banovine. Nosanska biskupija nakon toga 1247. dolazi pod jurisdikciju kaločke metropolije, a novo sjedište osiromašenog bosanskog biskupa postaje Đakovo. Kao čin potpore, kralj Bela IV, daje bosanskom biskupu pravovjerne župe u Donjim Krajima, a na to područje širi i nominalnu vlast svog podanika, bana u (vrh)Bosni. 
Iskorjenjivanje pobune u Bosni nije dalo traženih rezultata. Radi nesigurnosti, bosanski biskup polovicom 13. stoljeća svoje sjedište iz Bosne u Đakovo; posebno kritizirajuće loše odnose s lokalnim velikašima. Dominikanci nisu imali previše uspjeha u iskorijenjivanju praznovjerja u narodu. Doda li se još provala Mongola g. 1241-1242, koja je smanjila plodove dominikanskog rada, slika Bosne u 2. polovici 13. st. još je crnija.
Ninoslavov nasljednik, ban Prijezda I. (1250. – 1287.) vazal hrvatsko-ugarskog kralja i pravovjerni katolik. 
Bela IV., vjerojatno s ciljem slabljenja problematičnih vazala smanjuje banovinu na Bosnu i Donje Kraje, tako da na područje Usore (sa Solima) izdvaja i na njemui osniva Mačvansku banovinu kasnije uzdignutu u kneževinu. Sve to daje na upravu Dragutinu koji je napustio vlast u Srbiji 1284. Nakratko je banovini bilo 1254. pripojeno Zahumlje u ratu između ugarsko-hrvatskog kraljevstva i Srbije. Takve prilike su smanjile moć bana, pa tako ban mora tražiti i suglasnost ostalih velikaša pri bitnim odlukama. Njegov sin, ban Prijezda II. pravovjerni katolik, a na prijestolju je bio tri godine do svoje smrti 1290.

### Bribirski knezovi i Kotromanići
Pri kraju 13. stoljeća Ugarska je u teškoj krizi zbog borbe oko prijestolja, a u Dalmaciji i Hrvatskoj su ojačali bribirski knezovi iz roda Šubića. Tada je bansko mjesto u Bosni naslijedio Stjepan I. zvan Kotroman, osnivač dinastije Kotromanića. Stjepan I. oženio se kćerkom srpskog kralja Dragutina kako bi ostao u dobrim odnosima s Nemanjićima i osigurao saveznike na istoku. Taj savez se nije svidio moćnim Šubićima, vladarima primorske Hrvatske, pa su zbacili neposlušnog bana i zavladali banovinom u Bosni. Pavao I. Šubić Bribirski od 1299. uzima naziv "ban Hrvatske i Dalmacije, i gospodar Bosne" s tim da na krajnjem sjeveru, tj. području Usore (sa Solima), još uvijek prebivao Stjepan I. 
Upravu nad Bosnom dobio je i Pavlov brat Mladen I. kao "ban bosanski", a posebnu prevlast je imao na zapadu, u Donjim Krajevima gdje su mu se priklonili kneževi (Hrvatinići). 
Vlast bribirskih knezova pridonosila je jačanju Katoličke crkve, no pojavili su se i problemi. Ban Mladen I. pogiba od pobunjenika, a na njegovo mjesto dolazi Pavlov sin Mladen II. Svrgnutog bana Stjepana I. 1314. nasljeđuje njegov sin Stjepan II. Kotromanić. On prihvaća vlast Šubića, njegov brat se ženi s Jelenom Šubić, no kasnije se pridružuje pobuni ostalih hrvatskih velikaša, njegove vlastite rodbine i dalmatinskih gradova protiv Mladena II., što je podržavao i hrvatsko-ugarski kralj Karlo Robert Anžuvinski. Slomom Mladena II. 1322. godine u bitki kod Bliske, Šubići prestaju gospodariti banovinom Bosnom i vraća se prijašnja dinastija. Pod zaštitom kralja ban Stjepan II. Kotromanić sređuje unutrašnje odnose i učvršćava svoj položaj, nagrađujući vjerno plemstvo. Iako je ojačao svoju vlast, plemstvo je još uvijek utjecajno, pa se svi važniji poslovi rješavaju u sporazumu s plemićima na državnom saboru.
U svezi s bosanskim krivovjerjem a također i s pravoslavljem na istočnoj granici Bosne (i u Mačvi) stoji početak franjevačkog djelovanja u Bosni. Razlog za drugi dolazak dale su prilike u sjeveroistočnoj Bosni i Mačvi. Srpski kralj Stjepan Dragutin odrekao se krune, ali mu je ugarski kralj Ladislav Kumanac čiji je bio zet dao na upravu vojvodstvo Mačve i Usore (sa Solima). Dragutinu je mati bila katolkinja, a oženio je katolkinju te je sam prešao na katoličanstvo. Tada je poduzeo da iskorijeni krivovjerstvo na svom području; javio je papi da u Bosni ima mnogo krivovjeraca i zatražio od njega nekoliko sposobnih svećenika, vještih domaćem jeziku, da obraćaju spomenute ljude. Papa mu je udovoljio molbi.

### Vladavina Stjepana II. Kotromanića
Poslije sloma moći bribirskih knezova Šubića, njihovi rođaci Kotromanići nastavljaju njihovu politiku, jačaju i šire svoju vlast. Uskoro ban Stjepan II. Kotromanić pridodaje 1326. veći dio humske zemlje te tako prvi put trajnije povezuje (Vrh)Bosnu s Humom, odnosno Hercegovinom. Do tada je Hum bio pretežito samostalan pod vlašću lokalnih plemićkih obitelji. Svojoj banovini je pripojio i hrvatski teritorij od Neretve do Cetine (oko dvjesto kilometara dalmatinske obale), Donje krajeve, Usoru i Soli. 
Uspostavlja veoma dobre odnose s kraljem, te pomaže sa svojim vojnim trupama u gušenju pobuna plemstva. Sklapa trgovački ugovor s Dubrovnikom 1334. godine, a 1335. godine i s Venecijom. Povelja Dubrovčanima iz 1332. imenuje stanovnike srednjovjekovne (vrh)bosanske banovine kao Bošnjane. Kao regionalno imenovanje, ime Bošnjana se očituje na svim službenim dokumentima bosanske banovine i kraljevine te na mnogim neslužbenim kao što su glose na krstjanskim vjerskim knjigama i natpisima na stećcima gdje se i stanovnici tog prostora tako nazivaju. 
Ban Stjepan II. Kotromanić podržava krstjane, te koristi njenu hijerarhiju za jačanje svoje vlasti, što ga dovodi u sukob s papom. Radi toga 1340. daje vrlo veliku slobodu djelovanja franjevcima u Bosni te on sam službeno potvrđuje svoje pravovjerje u travnju 1347. kada šalje pismo papi, u kojemu zahtijeva da se poveća broj školovanih katoličkih svećenika u njegovoj banovini, koji će biti "vični u poučavanju vjere i koji će znati narodni govor".
Godine 1350. Srpsko Carstvo napada Bosnu. Cilj njene vojske, na čelu s carem Dušanom bilo je osvajanje Huma. Međutim, banska vojska na čelu sa Stjepanom II. Kotromanićem na koncu uspijeva u potpunosti protjerati srpsku vojsku i odbiti napad.
Udajom kćeri Elizabete 1353. za hrvatsko-ugarskog kralja Ludovika I. Anžuvinskog tada jednog od najutjecajnijih europskih vladara, Stjepan II. je podigao ugled svoje dinastije Kotromanića koja se tada približila najvišim nivoima europske politike. Stolovao je u Bobovcu, a pred kraj života je počeo graditi Kraljevu Sutjesku. Ban Stjepan II. Kotromanić je umro 1353. i pokopan je u franjevačkom samostanu u Visokom.

## Tvrtko I. Kotromanić i stvaranje kraljevstva

### Mladi ban Tvrtko I.
Nakon bana Stjepana II. bansku stolicu preuzima petnaestogodišnji nećak, Tvrtko I. Kotromanić (1353. – 1391.), zadnji ban i prvi nepriznati kralj (titulu mu nije priznao papa, koji je jedini u srednjem vijeku imao pravo dodijeljivanja te titule ), za kojeg će Kotromanići doživjeti najveći uspon i najviše proširit vlast. 
U prvih 14 godina svoje vlasti, mladi ban je morao suzbijati pobune ojačalog plemstva. Pokušavao ih je pridobiti (novacem i povlasticama) uz pomoć svoga suverena i rođaka hrvatsko-ugarskog kralja. Vratio je Ludoviku I. dio Huma zapadno od Neretve s trgom Drijeva (1357.) kao i cijelo Završje s Krajinom, odnosno posjede osvojio njegov stric. Proganjao je krivovjerce, a on ili njegov brat su bili i taoci na ugarskom dvoru. Međutim, takvo ponašanje potiče lokalni otpor oslabljenog plemstva, pa Tvrtko brani svoje vazale, čak i pred prijetnjama novih vojnih pohoda (1358.).
Takvo ponašanje je dovelo do sukoba između bana Tvrtka i kralja Ludovika I. Anžuvinskog godine 1363. Na banovinu su krenule dvije kraljeve vojske, koje su opustošile zemlju, što je izazivalo tešku unutrašnju krizu i bezvlađe. Tvrtko je ponovno promijenio stranu, obnovio veze s kraljem i nastojao oslabiti utjecaj Crkve bosanske u korist Katoličke crkve pa je na dvoru prisutan fra Francesco Florentinac. Takvo često mijenjanje strana je dovelo do pobune 1366. s Tvrtkovim mlađim bratom Vukom, nakon koje Tvrtko bježi kralju po pomoć te se pobjednički vraća kao "ban bosanski po milosti božjoj i gospodara našeg Ludovika" i guši pobunu.
Ni Tvrtko I. nije mogao stvoriti moderniju plaćeničku vojsku, koja bi mu omogućila veću vlast nad nemirnim plemićima. Nakon stabilizacije vlasti u zemlji i smirivanja lokalnih plemića, uz blagoslov i vjerojatno na poticaj svoga seniora, kralja ugarsko-hrvatske države, Tvrtko širi vlast svoje banovine na njenim jugoistočnim granicama. Zauzeo je dobar dio zemalja bivšeg Srpskog Carstva. U savezu sa srpskim pokrajinskim gospodarom knezom Lazarom Hrebljanovićem slama srpskog pokrajinskog gospodara Nikolu Altomanovića i pripaja njegovu zemlju svome kraljevstvu 1373. Uskoro se Tvrtkovo kraljevstvo proširuje i na dijelove gornjeg Podrinja i Polimlja. Početkom 1377. Tvrtko proširuje kraljevstvo na Trebinje, te župe Konavle i Dračevica. Time je osigurao izlaz na jadransku obalu i južno od Dubrovnika na području Boke kotorske. Srodstvo s Nemanjićima omogućilo mu je pravo na sugubi vijenac (dvostruku krunu), jednu po nasljedstvu bosanskih predaka, a na drugu srpsku, po tom što je izumiranjem Nemanjića, Srbija ostala bez svojih "praroditelja".

### Krunjenje Tvrtka za kralja
Okrunjen je 1377. za "kralja Srbljem, Bosni, Primorju, Humskoj zemlji, Donjim Krajem, Zapadnim Stranam, Usori i Podrinju" u mjestu Mile kod Visokog (današnji Arnautovići). Tu je bilo jedno od krundibenih mjesta i kasnijih kraljeva i banova u Bosni. Druga mogućnost je da je okrunjen u manastiru Mileševa. Nakon pripajanja na području Dalmacije i Hrvatske (majka mu je bila iz obitelji Šubić) prisvaja i naslov kralja Hrvatske i Dalmacije. 
U diplomatskom dopisivanju s Dubrovnikom, kako je ovladao dijelom srpske države i u pogledu tih područja nije bio u vazalnom odnosu prema Ugarskom kralju pozivao se na krunjenje krunom svojih predaka iz srpske dinastije Nemanjića – čijih je titula nasljednik bio samo on. Papa – koji je u katoličkom svijetu imao odlučnu riječ o priznavanju kraljevskog statusa – je Bosni status kraljevine priznao tek u vrijeme Stjepana Tomaša, 1445. godine.
U namjeri jačanja ekonomske politike kraljevine na istočnoj jadranskoj obali, Tvrtko teži oslabiti utjecaj Dubrovnika. Da bi nadoknadio gubitak Drijeva, kojeg je vratio Hrvatskoj, Tvrtko je na ulazu u Boku kotorsku podigao grad i trgovačku luku Novi (danas Herceg Novi) gdje otvara tržište za prodaju soli što je uzrokovalo sukob s Dubrovnikom. Dobivši konkurenciju u trgovini, Dubrovčani su iskoristili činjenicu da Tvrtkovovi posjedi trgovački uveliko ovise o njima u i uspjeli nagovoriti kralja da odustane od daljnjeg ulaganja u projekt luke u Novom. Slanicu je ukinuo tek kad je opet zauzeo Drijevu 1382. zajedno sa zapadnim Humom, Završjem i Krajinom. Počinje graditi i svoju mornaricu (4 velika i 32 manja broda). Njegova rođakinja hrvatsko-ugarska kraljica Elizabeta Tvrtku predaje Kotor.
Za vrijeme vladavine kralja i bana Tvrtka, modernizirana je vojska banovine. U upotrebu je uvedeno vatreno oružje, što je tada predstavljalo revolucionarni korak na polju tadašnje vojne tehnike. To je iskoristila 13. kolovoza 1378. prilikom napada mletačke flote na grad Kotor. Tom je prilikom su upotrijebjena tri topa i uspješno obranjen grad.
Smrću njegovog seniora i rođaka Ludovika 1382. Tvrko ponovno širi svoje posjede. Priključuje se pobunjenim hrvatskim plemićima (Ivan Paližna, braća Horvati), koji su zajedno ustali protiv nove kraljice, Ludovikove kćerke Marije. Njegova aktivnost je bila najviše prisutna na jugu te vojskom 1387. zauzima Klis i Ostrovicu preko kojih vrši pritisak na Split i Zadar. Priznanje Tvrtkove vlasti u dalmatinskim gradovima odgodio je odlazak njegove vojske na Kosovo protiv Turaka. Nakon te bitke, Tvrtko preuzima potpunu kontrolu nad većinom dalmatinskih gradova širi svoju vlast na Split (1390.), Trogir, Šibenik, te otoke Šoltu, Brač, Korčulu i Hvar. Ovladavši Hrvatskom sve do Velebita osim Zadra, Tvrtko proširuje svoj naslov i naziva se "kraljem Srbije, Bosne, Dalmacije, Hrvatske i Primorja" (1390.), koristeći se pravom svoje majke iz obitelji Šubić, okuplja većinu južno i istočnih zemalja.
Od pedesetih godina, osmanska vojska se kreće preko Balkana prema zapadu pa se kralj Tvrtko suočava s upadima Osmanlija, najprije u jesen 1386., pa u ljeto 1388. kod Bileće, kada na čelu s vojvodom Vlatkom Vukovićem pobjeđuje Osmanlije. Mladi kralj, shvaćajući opasnost od Turaka, pomaže knezu Lazaru i na Kosovu. Tako njegova vojska ponovno pod zapovjedništvom Vlatka Vukovića, sudjeluje u snažnoj vojnoj koaliciji, sačinjenoj i od predvodnika koalicije Srba, te Ugara, Hrvata, Albanaca i Grka, koja se na Kosovu polju 1389. suprotstavljaju Osmanskom Carstvu. Bez znatnih gubitaka Vuković se povukao, a Tvrtko je primio čestitke na pobjedi (Firenza). Hvaleći se da je kršćanska koalicija pobijedila, Tvrtko ipak postaje na jugoistoku, preko vazalnih posjeda Vuka Brankovića, prvi susjed Osmanlija, koji su još više povećavali svoje prodore nakon Kosovske bitke. Preminuo je 1391.

## Tvrtkovi nasljednici i jačanje drugih velikaša

### Slabljenje središnje vlasti
Širenjem posjeda, Tvrtko I. se oslanjao isključivo na feudalnu vojsku što je ojačalo moć plemića, koji su u osvojenim područjima dobivali nove posjede. Nakon smrti Tvrtka I., središnja vlast još više slabi, a na politička zbivanja u utječu tri činitelja: hrvatsko-ugarski kralj Žigmund Luksemburški, domaći plemići i Turci. U sukobu tih sila situacije su se brzo mijenjale, a koalicije su se sklapale kao što su se i raskidale. U tom razdoblju, sabor (stanak) ima velik utjecaj na bana i kralja.
Istaknule su se dvije plemićke obitelji, koje su u kraljevstvu imale moć: najprije Hrvatinići i kasnije Kosače. Najvažniji su bili Hrvoje Vukčić Hrvatinić, Sandalj Hranić Kosača i Pavao Radinović. Hrvoje Vukčić Hrvatinić je bio vojvoda i gospodar Donjih krajeva.
Stao je uz Ladislava Napuljskog, koji ga postavlja 1391. za bana i 1398. za namjesnika u Hrvatskoj, a 1403. postaje splitskim hercegom i dobiva Brač, Hvar i Korčulu. Vlatkov nasljednik i nećak, Sandalj Hranić Kosača (1392. – 1435.), širi svoju vlast od Prijepolja, Pljevalja i Nikšića sve do Cetine. Pavlovići svoje posjede drže na istoku BiH, a Pavao Radinović ima Olovo, Borač, Trebinje i dio Konavla s Cavtatom. Oni prisvajaju danak od 1 dukata, carinu te uzimaju prihode od Drijeva. Humski vlastelini, župan Bjeljak Sanković i vojvoda Radič Sanković, pokušali su prodati Konavle Dubrovčanima, ali su kažnjeni oduzimanjem posjeda. Napali su ih vojvoda Vuković i knez Pavao Radenović, koji su njihove posjede i Konavle međusobno podijelili.

### Borbe protiv Dubrovnika i za samostalnost
Dubrovčani odmah šalju poslanstvo u Dalmaciju i daju savjete gradovima da se vrate pod vlast hrvatsko-ugarskog kralja. Plemići nisu htjeli priznati Tvrtkova sina za vladara, nego su kraljem proglasili starog i nesposobnog člana dinastije, Stjepana Dabišu (1391. – 1395.). Priznao je 1393. Žigmunda za svog vrhovnog gospodara i svoga nasljednika u Bosni (Đakovački ugovor) čime su njegovi posjedi i podanici ponovno postali vazali hrvatsko-ugarskog kralja. Odrekao se posjeda u Hrvatskoj i Dalmaciji te je time njegova vlast na zapadu svedena na granice prije Tvrtka.
Kako bi obranili vlast plemići nakon Dabišine smrti 1395. za nasljednicu biraju Dabišinu ženu Jelenu Grubu 1395. – 1398.), umjesto kralja Žigmunda koji se tada spremao za rat protiv Turaka (Nikopolje) pa se nije upleo u unutarnje stvari banovine. Time nastaje interregnum što im omogućava jačanje u odnosu na hrvatsko-ugarskog kralja. Kako je Jelenu na vlast doveo Hrvoje Vukčić, zapravo je on sam bio pravi vladar bosanske banovine. Interregnum završava 1398., kada na prijestolje dolazi najmlađi sin Tvrtka I., Stjepan Ostoja.
Ostoja je Dubrovčanima zbog dugova krajem 1399. prodao primorje od Stona do Gruža, a zatim neuspješno ratuje protiv Dubrovnika (1403. – 1404.). Osjećajući Ladislavovu slabost, Ostoja se miri sa Žigmundom 1404. Nakon toga je Hrvoje zbacio kralja Ostoju 1404. i dovodi starijeg Tvrtkovog sina Tvrtka II. Kotromanića. Zbog spora oko sela Lisac mir s Dubrovnikom je postignut tek 1405.
Stjepan Ostoja bježi svom senioru ugarsko-hrvatskom kralju Žigmunudu, koji mu odlučuje pomoći i slomiti otpor hrvatskih i bosanskih plemića. Opet se objavljuje križarski rat protiv heretika. Više godina kraljeva vojska navaljuju na pobunjenike uz djelomičan uspjeh. Osvojena je najveća tvrđava Bobovac gdje je ustoličen Ostoja. Nakon Žigmundovog vojnog pohoda 1408. i pokolja 200 bosanskih plemića u Doboru, Hrvoje prelazi na Žigmundovu stranu. U završnom gašenju pobune plemića dosta je bio značajan Filip Mađar. (en:Pipo of Ozora) 
Sandalj Hranić i Pavao Radinović vođe su otpora i podupiru kralja Ostoju, koji s njihovom pomoći opet dolazi na vlast 1409. Protivnici kralja se oslanjaju i na Turke. To uzrokuje novu Žigmundovu intervenciju 1410., kada kreće nova intervencija s Hrvojevom pomoći, u kojoj Hrvoje biva postavljen za potkralja u Bosni. Opet nije proveden Đakovački ugovor, a Žigmund priznaje Ostoju za kralja i vazala pod svojim suverenitetom.

### Sukobi velikaša i jačanje turske moći
Žigmund je htio poraziti moćnog Hrvoja Vukčića, proglasivši ga veleizdajnikom unatoč svim Hrvojevim naporima da dokaže odanost ugarskom dvoru te mu oduzima Split, otoke i Sanu. Hrvoje je jedini spas vidio u savezništvu s Turcima, koji 1414., upadaju u Bosnu. Osmansko Carstvo tada podržava Tvrtka II. kojega je Hrvoje želio dovesti na prijestolje umjesto Ostoje. Turci 1415. pobjeđuju Žigmundovu vojsku u lašvanskoj bitci pa se njegov utjecaj smanjio, a plemići i Ostoja su se okrenuli protiv Žigmunda. Sandalj se izmirio s Hrvojem i usprkos osmanskom uspjehu, politički odabir Tvrtka II. se nije zbio, a sultan je za kralja potvrdio Stjepana Ostoju. U dogovoru s kraljem i banom, Sandalj je ubio kneza Pavla Radinovića, koji je podržavao Tvrtka II., a sinovi kneza Pavla, da bi se održali, pozivaju Turke u pomoć da pustoše Hranićeve zemlje. Velikaši ne pozivaju turske čete samo kao pomoć u međusobnom obračunu, nego uzimaju i stvarne obveze postajući sultanovim prisežnicima. Pritom je Sandalj priznao tursku vlast.
Zemlju su razdirali unutarnji sukobi i prava feudalna anarhija pri čemu su velikaši svoje posjede pretvarali u samostalna područja. Premda se od 1386. prati osmanska nazočnost u srednjovjekovnoj Bosni, tek su događaji iz sredine drugog desetljeća 15. stoljeća označili njihov aktivniji politički angažman. Iako je Bosansko Kraljevstvo bila vazal ugarsko-hrvatskog kralja Žigmunda, sukobi među velikašima omogućili su jačanje turskog utjecaja na tom području. U početku se on pokazuje samo u pljačkaškim pohodima, no ubrzo postaje važan i ravnopravan činitelj u razvoju događaja u državi koji negativno djeluje na njezinu stabilnost.
Poslije smrti Stjepana Ostoje 1418. vladarom je postao njegov sin Stjepan Ostojić koji se suočio s istim problemima i to suparništvom plemićkih obitelji te turskim uplitanjem. Prodao je Dubrovniku Konavle. Zamjerio se i krstjanima i na kraju je 1421. godine protjeran.
Konačno 1421. godine kralj Tvrtko II. Kotromanić ponovo preuzima prijestolje. Njegovu vladavinu obilježava razvitak gospodarstva i gradova te jačanje utjecaja franjevaca u Bosni. Sultan Murat II. s velikom vojskom bezuspješno napada kraljevstvo 1424. i 1426.
Radoslav Pavlović je 1430. godine zaratio s Dubrovnikom, a rat je potrajao do 1433., ostavivši veliki trag na Dubrovnik, Hum i Bosnu.
Tvrtko II. se obraća ugarsko-hrvatskom kralju kao svom senioru za pomoć zbog pobune domaćih plemića Sandalja i Radivoja Ostojića, sina bivšeg kralja Ostoje, koji su uz osmansku pomoć ovladavali istokom banovine od 1433. do 1435. Turci osvajaju gradove Hodidid i Vrhbosnu 1434./1435. godine. Nakon smrti vojvode Sandalja 1435. Tvrtko II. se vraća na vlast i ponovno Turskoj plaća godišnji danak. Prijestolnica Tvrtka II. bio je utvrda Bobovac, dok su Srebrenica i Zvornik bili pod upravom srpskog despota s kojim ratuje zbog bogatog rudarskog područja u istočnoj Bosni. Nakon toga, jačaju i turski upadi u Bosnu (Srebrenice pada 1440.), a Sandaljev nasljednik Huma postaje Stjepan Vukčić Kosača. Tvrtko ostaje na vlasti sve do svoje smrti 1443.

### Doba Stjepana Tomaša
Godine 1443. plemstvo postavlja na vlast kralja i bana Stjepana Tomaša, izvanbračnog sina kralja Ostoje. Potvrdio je svoje katoličanstvo 1445. i čvrsto se povezao s Ugarsko-hrvatskom državom zbog sve većih turskih napada. Stjepan Vukčić Kosača, najmoćniji plemić na jugoistočnom području kraljevstva odbija u početku priznati Stjepana Tomaša za novog kralja što je rezultiralo unutarnjim sukobom koji je okončan 1446. bračnom vezom bosanskog vladara s Katarinom Kosačom, kćeri moćnoga vojvode. Nastojao je dobiti potporu Ivana Hunjadija, koji mu plaća godišnju pomoć od 3.000 zlatnika. Radivoj Ostojić se tako kao turski pretendent na prijestolje nije uspio nametnuti. Neki od plemića potvrđuju svoje katoličanstvo, a Crkva bosanska ubrzano nestaje. Stjepan Vukčić Kosača ipak nastavlja vrlo jak utjecaj na svome posjedu što potvrđuje činjenica da 1448. uzima titulu hercega i po kojoj će ovaj dio zemlje, stari Hum ili Zahumlje, kasnije biti i prozvan Hercegovina.
Zbog osmanskih napada, kralj Tomaš 1450. traži vanjsku pomoć i obraća se papi. U Bosni se nastojalo ojačati katolički utjecaj preko franjevaca. Crkvu bosanska je ponovno optužena za krivovjerje.
Kralj 1459. saziva starješine Crkve bosanske i nudi im dva izbora. Ili će prihvatiti katoličanstvo ili će biti protjerani iz kraljevstva. Prema papinim kasnijim zapisima, njih oko 2.000 pristaje prijeći na katoličanstvo, a ostalih 40.000 se bježi iz Bosne u Humu i nalaze zaštitu u okrilju vojvode Stjepana Vukčića Kosače, koji je i sam bio krstjanin, o čemu postoji i detaljan opis, koji je zabilježio papa Pio II. u svojim Komentarima (Commentarii). Tako su Bosansko Kraljevstvo oslabili s jedne strane Turci svojim napadima, a s druge strane vjerski sukobi.

### Stjepan Kosača i postanak Hercegovine
Sandalj Hranić Kosača je imao posjede od Mileševa do Cetine, a nakon smrti Pavla Radinovića 1415. i Hrvoja Vukčića 1416. postaje najmoćniji čovjek u Bosni. Naslijedio ga je nećak Stjepan Vukčić Kosača (1435. – 1466.). 
Radoslav Pavlović je tada ušao u sukob sa Stjepanom na čijoj su strani bili Turci pa su Pavlovići 1438. izgubili Trebinje, a prihode od Drijeva tada uzima samo Vukčić. Dolazi do osamostaljenja velikog vojvodsta Huma koji postaje posebna politička jedinica zavisna o Turcima. Stjepan u Zeti nakratko zauzima Medun i Sokol 1439., a napušta ih nakon obnove srpske despotovine.  Godine1440. osvaja Omiš i Poljicu, a nedugo zatim mu Mlečani i zetski vojvoda Stjepan Crnojević otimaju Bar, Gornju Zetu i Omiš. Nakon smrti Vladislava I. 1444. uključuje se u dinastičke borbe za hrvatsko-ugarsko prijestolje i sklapa savezništvo s Alfonsom V. Aragonskim koji je bio pretendent za hrvatsko-ugarskog kralja. Kako nije ima vlastitu flotu Hercegu je to savezništvo kratkotrajno pomoglo u borbi s Mlečanima ali zbog napredovanja Osmanlija 1450. sklapa primirje s Mlečanima.
Vukčić odbija priznati Tvrtkova nasljednika Stjepana Tomaša (1443. – 1461.) te se nekoliko godina vodi građanski rat potpomažući s Turcima drugog pretendenta, Tomaševa brata Radivoja. Primirje je sklopljeno 1446. kad je udao svoju kćer Katarinu za Tomaša, ali Vukčić je i dalje pomagao turskog vazalu i srpskom vladaru Đurađu Brankoviću, koji je ratovao s Tomašem u istočnoj Bosni oko Srebrenice. 
Stjepan se 1448. okitio godine novom titulom: "Herceg od Huma i Primorja" istaknuvši svoju neovisnost. Poslije je titulu izmijenio u "Herceg od Svetog Save", prema svecu pokopanom u Mileševu na njegovu teritoriju. Teritorij pod njegovom vlašću protezao se od Lima do Cetine i od Rame do Kotorskoga zaljeva, a kasnije će dobiti naziv Hercegovina. 
Zabranjuje podanicima da u Dubrovniku kupuju sol, otvara novu solanu u Sutorini i 1449. otvara u Novom radionicu sukna. Grad Novi želi razviti u trgovačko i pomorsko središte pa zbog toga ratuje s Dubrovnikom (1451. – 1454.). Na stranu Dubrovčana su stali bosanski kralj Stjepan Tomaš i srpski despot Đurađ Branković te su htjeli kupiti hercegovu zemlju od sultana za 150,000 dukata, a herceg je s Mlečanima planirao napad na Dubrovnik. Ali sukob s ekonomski jakim Dubrovnikom za hercega je postajao sve nepovoljniji pa se uz osmansku vojnu pomoć pomirio sa sinom Vladislavom 1453. i 1454. s Dubrovnikom. Nedugo zatim i Osmanlije počinju upadati u njegovu zemlju te se 1461. miri s novim kraljem u Bosni, Stjepanom Tomaševićem. Herceg Stjepan Vukčic Kosača preminuo je 1466.

## Pad kraljevstva
Za novoga kralja i bana Bosne 1461. je postavljen Stjepan Tomašević, sin kralja Stjepana Tomaša. On se suočava s jakom prijetnjom osmanskih osvajača i njihovim pretenzijama prema Bosni. Predviđajući tursku najezdu velikih razmjera, traži pomoć u obrani od Pape, seniora iz Ugarsko-hrvatske države te Venecije zbog osmanske opasnosti. Plemići su složno podržali kralja, kao i herceg Stjepan Vukčić koji se s njim pomirio i pristao poduprijeti njegovu težnju za pomoć od Zapada. Papa je poslao krunu, čime je Bosna formalno priznata kao kraljevstvo. Potom kralj Stjepan Tomašević odbija platiti danak Osmanskom Carstvu 1462. Zahvaljujući jakom uporištu u župi Bosni i Bosanskom Krajištu, Osmanlije su mogli vrlo brzo izvesti napad na Bosnu. Kada se uvjerio da pomoć neće doći, kralj je zamolio Portu na primirje od 15 godina, što je i obećano njegovim poslanicima kako bi se prikrile sultanove prave namjere. Nekoliko dana poslije odlaska poslanstva, krenuo je Mehmed II. s velikom vojskom na Bosnu.  Kad se vojska pojavila, nastalo je rasulo. Pavlovići i vojvoda Tvrtko Kovačević su se predali i pogubljeni su. U snažnom osmanskom naletu stara kraljevska tvrđava Bobovac pala je 20. lipnja 1463., a kralj Stjepan Tomašević je pobjegao u utvrdu Ključ. Opkoljen osmanskim snagama odlučuje se predati, nakon čega biva pogubljen u Jajcu. Stara Bosna ( i njen ostatak Kraljevina, stari posjed Kotromanića) je pala čime je prestala postojati Bosansko Kraljevstvo.
U jesen 1463. Matijaš Korvin vraća Jajce i Srebrenik. Herceg Stjepan podupirao je tu akciju s juga i ponovno počeo osvajati gradove. Mehmed II. je 1464. bezuspješno pokušao osvojiti Jajce. Područja na sjeveru (Usora sa Solima te Donji Kraji) su oslobođeni od Turaka, a Matijaš postavlja slavonskog velikaša Emerika Zapolju za hrvatskog vladara u Bosni. Organizirane su Jajačka i Srebrenička banovina čime je Slavonija bila zaštićena od napada Turaka. Matijaš Korvin daje naslov kralja Bosne velikašu Nikoli Iločkom (1471. – 1477.), koji je kovao i svoj novac. Herceg Stjepan Vukčić traži potporu zapadnih sila: Ugarske, Venecije, Napulja i pape. Nastaje nemir, a njegov najstariji sin Vladislav bježi 1462. sultanu nudeći mu 100 000 dukata za polovinu očevih zemalja. Sultan zahtijeva tu svotu od hercega ili predaju tri grada, a herceg mu ipak odstupa jedan dio. Turci 1465. osvajaju velik dio Hercegovine, Mlečani zauzimaju Krajinu (od Neretve do Cetine), čime hercegu ostaje samo uzak dio s Novim što je ostavio Vlatku (1460. – 1482.). Turci 1482. osvajaju Novi, čime je pala i Hercegovina. Srebrenik je pao 1521., Šabac i Beograd 1521., a Jajce 1528.

## Srednjovjekovno društvo

### Razvoj feudalizma
Pod utjecajem naprednijih vanjskih društvenih i političkih faktora u Bosni se počelo raspadati staro rodovsko-plemensko društvo i razvijati elementi ranofeudalnog društva. Do kraja 9. stoljeća Bosna je postala država s razvijenim feudalnim karakteristikama. Feudalni sustav zasniva se na nasljeđu plemića, koja je uobičajena u zapadnoeuropskim zemljama. Ono predstavlja trajnu svojinu s vazalnim odnosima zasnovanim na sustavu vjerne službe i vjere između seniora kao gospodara i vazala kao podanika. 
U lokalnom društvu je postojala bitna razlika između naroda i plemstva, iako tamošnji plemići nisu imali nasljedno pravo. Moćniji plemići su postavljali i svrgavali banove i kraljeve. Potkraj srednjega vijeka okupljali su se na službenim državnim "vijećima" da raspravljaju o nasljeđivanju vladara i drugim važnim političkim poslovima. Kraljevski dvorovi imali su i dobro organizirane državne kancelarije, u kojima su često, poslije četrdesetih godina 14. stoljeća, radili i franjevci. Spisi su se pisali na staroslavenskom ili latinskom jeziku.
Od rodovsko-plemenskih starješina nastaju lokalni plemići koji vode mladu državu. Velika moć plemića nije dopuštala da se razvije sustav pronija koji pretpostavlja jaču vladarevu vlast. Prema ekonomskoj moći plemići se dijele na: velmože, vlastelu i vlastelinčiće. Oni su imali feudalne posjede koje su dobili za različite vojne zasluge u ratu pomažući vladaru koji je sa svojom dinastijom bio na čelu hijerarhije društva. Stvarna je moć ovisila o količini zemlje, a rang je više ovisio o službi. Oni koji su obavljali najvažnije državne službe zvali su se velmože, a niži službenici nosili su titulu kneza. Župan je bio negdje između te dvije razine. Krupni velmože imaju pod sobom čitav niz većih ili manjih plemića. Predstavnici velikih vlastelinskih rodova bili su vojvode.
Građanska klasa se sporo razvijala, a najčešće su bili katolici. Stranci, u prvom redu Dubrovčani, ostali su stalno važan činitelj u unutrašnjoj i vanjskoj trgovini u Bosni. S razvojem rudarstva i privrede jača i domaće građanstvo. 
Brojniji dio stanovništva tadašnje Bosne činili su zavisni ljudi odnosno kmetovi koji su pripadali vladaru ili vlasteli. Crkva bosanska nije imala feudalnih vlastelinstava pa prema tome ni zavisnih seljaka. Svaka kuća zemljoradnika i stočara (Vlasi) je godišnje plaćala jedan dukat. Potkraj samostalnosti Bosne položaj seljaka se pogoršava. Ali slobodno seljaštvo nije potpuno iščezlo.
Do 14. stoljeća bilo je i ropstvo bilo vrlo razvijeno. Najviše se robova izvozila početkom 15. stoljeća, a zemlja je bila ozloglašena kao zemlja prodaje ljudi. Postojao je i robovski rad (de genere servorum Bosniensium). Mnogi robovi (većina ratni zarobljenici) su se prodavali ili kupovali na velikoj tržnici roblja u Dubrovniku te zatim izvozili u katoličke zemlje (u Veneciju, Firencu, Genovu, Siciliju, južnu Francusku i Kataloniju).

### Državno uređenje i politika
U razvijenom srednjem vijeku u Bosni se najprije pojavila banovina na čelu koje je stajao ban. Zemlja je bila podjeljena na župe. Značajnu ulogu u političkom životu odigrale su susjedne sile: Bizant, Kraljevina Ugarska, Srbija, Zeta, a kasnije i Osmansko Carstvo, s obzirom na položaj Bosne. Od bana Mateja Ninoslava, vladari u Bosni su pripadali obiteljima Kotromanić i Šubić. 
Od 1377. država je postala samoproglašenom kraljevinom kad se Tvrtko I. Kotromanić okrunio za kralja. Lokalni vladari će tu titulu nositi sve do gubitka državne samostalnosti 1463., iako je suverenitet vladara je često bio ograničen zbog moćnih plemića. Područje države je tada bilo podijeljeno u nekoliko zasebnih upravnih jedinica: (Vrh)Bosnu, Hum (s Travunjom), Usoru (sa Solima), Donje kraje, a povremeno je obuhvaćala i Završje i još neka područja. Osim Tvrtka I. nijedan vladar nije bio bogatiji od velikaša. Dvije najveće plemićke obitelji koje su krojile državnu politiku nakon Tvrtkove smrti su Hrvatinići i Kosače. 
Za svog postojanja srednjovjekovna država u Bosni je bila 197 godina banovina (1180-1377), 84 godine samoproglašena kraljevina (1377-1461), a samo 2 godine priznata kraljevina (1461-3), kada je Stjepan Tomašević dobio krunu od Pape. Realna razlika između dva statusa je samo u tituli, vladari su vazali i službenici hrvatsko-ugarskih kraljeva, a sve zemlje kojima su vladali, osim Raške su se smatrale dijelom Hrvatsko-ugarskog kraljevstva.
Prihodi vladara su bili: davanja od zemlje, jedan dukat po kući, različite carine, trgovina od brodova, određeni postotak metala (urbura), prihodi od kovnica, “stonski dohodak” od Dubrovnika (500 perpera), a otkad je proglašeno kraljevstvo i “svetodmitarski dohodak” od 2,000 perpera. Vladar je u miru upravljao zemljom te izdavao povelje. Njegovu vlast je ograničavao državni sabor – stanak, u kojem sudjeluju isključivo plemići i gdje se rješavaju važniji državni poslovi unutarnje ili vanjske politike te o dodjeljivanju ili oduzimanju posjeda.

## Ekonomski razvitak
Usprkos povremenim građanskim ratovima i vojnim upadima, Bosna je sredinom srednjeg vijeka uživala u stvarnom blagostanju. Ključ njenom bogatstvu je bio u rudarstvu.
Potkraj 13. i na početku 14. stoljeća stigli su u Bosnu prvi njemački rudari iz Ugarske i Transilvanije poznati pod imenom Sasi i počeli eksploatirati njene rude. Stjepan II. Kotromanić i kralj Tvrtko I. poticali su razvoj rudarstva. Rudnici su bili u privatnom vlasništvu mjesnih zemljoposjednika, a vodili su ih Sasi kojima je zakon dopuštao da sijeku šume i podižu rudarska naselja. Neki od njih su postali i ugledni ljudi. Rudarski centri su bili Ostružnica, Hvojnica (Fojnica), Kreševo, Dusina, Busovača, a od druge polovice 14. stoljeća Olovo i Kamenica. Na nekim mjestima kopao se bakar i olovo, ali je najvažniji izvor bogatstva bilo srebro, a Srebrenica je postala najveće rudarsko i trgovačko središte s brojnim dubrovačkim kolonijama. Već se 1339. godine izvozilo i zlato iz Bosne. Najnaprednija su bila Drijeva (danas Gabela) s velikim skladištima soli. 
Dobar dio uvoza i izvoza išao je dolinom Neretve na čijem je ušću nastalo nekoliko trgova: Osinj, Posrednica, luka Ploče, Nekranj, Brštanik. Uvoze se tkanine, vino, ulje, usoljena riba, šećer, južno voće, začini, oružje, metalni, stakleni i kožni predmeti, papir, sol, dok se izvozi stoka, koža, krzna, loj, vuna, sir, med, vosak i razni metali kao srebro, bakar i olovo na kojima je i zasnovan ekonomski razvoj. Dubrovčani su imali poseban monopol na trgovanje srebrom, a i sav prekomorski izvoz kovina išao je preko Dubrovnika. Kako su 1422. godine Bosna i Srbija zajedno proizvodile više od jedne petine srebra u Europi, bilo je puno bogatih ljudi koji su si mogli priuštiti skupocjene tkanine. Dubrovačke kolonije zajedno sa Sasima nisu samo dominirale u spomenutim rudarskim mjestima nego i u važnim trgovačkim središtima kao sto je bila Foča. Dubrovačka je kolonija postojala i u Visokom, političkoj prijestolnici banovine Bosne za većeg dijela srednjega vijeka.
Kako su stranci (Sasi i Dubrovčani) bili najaktivniji u privrednom životu tako su jačali domaću privredu koja je pak jačala domaće građane. Razvijaju se razna nova gradska naselja, karavanske stanice i putovi. Gradovi su se sastojali od dva dijela: tvrđave (castrum) u kojoj je sjedište vojničke posade i gradske uprave te podgrađa (suburbium) gdje su stanovali trgovci. Središnju vlast predstavlja knez kojeg postavlja vladar, a vrši upravnu i sudsku vlast. Putem karavanske trgovine koju obavljaju ponosnici na čelu s kramarima vrši se prijenos robe i razmjena bosanskih proizvoda s primorskim gradovima. Nastaju brojna trgovačka društva koja djeluju na širim prostorima. To doprinosi da razvitku carina u srednjovjekovnom dobu.
Važni gradovi s katoličkim zajednicama Sasa, Dubrovčana i drugih stanovnika dalmatinskih komuna privlačili su franjevce koji su tu počeli osnivati samostane, a gradovi su zadobili izrazito katolički izraz. Među ostalim srednjovjekovnim gradovima na trgovačkim putovima u Bosni isticali su se još i Jajce, Travnik, Goražde i Livno. Uz ta glavna središta bilo je i mnogo manjih utvrđenih mjesta (otprilike 350 u cijeloj srednjovjekovnoj Bosni). Među njima je bila i Vrhbosna (kasnije Sarajevo), koja se potkraj srednjeg vijeka sastojala isključivo od tvrđave i sela. 
Dolazi do jačanja robno-novčane privreda. Pavao Bribirski počinje kovati svoj srebrni novac (denarius, groš) u malim količinama, a isključivo lokalni novac kuje Stjepan II. Kotromanić. Tvrtkovi četverostruki dukati su jedini poznati zlatni novac u južnoslavenskim zemljama. 
Na selu su većinu naroda sačinjavali kmetovi koji su obavljali vojne i ratarske poslove za svoje gospodare, a desetinu plaćali kralju. Stočare u planinama, od kojih su neki bili Vlasi, bilo je teže uključiti u feudalni poredak.

## Religija
Općenito, u srednjem vijeku na tlu Bosne i Hercegovine postojale su tri crkve koje je prakticiralo izmiješano slavensko stanovništvo. 
Prema uvidima u porezne knjige iz 1468., katolika je bilo 99 % u osvojenom dijelu Bosne, odnosno 37.604 kućanstva. 
Istraživanja mjesta kršćanskog kulta na tlu BiH ustanovljeno je da su srednjovjekovne katoličke crkve u BiH većinom bile skromne, zidane kamenom ili kombinacijom drva i kamena. U srednjovjekovnoj Bosni skoro svako naselje imalo je svoju crkvu, a u većim naseljima nekoliko njih. Također su i samostani bili skromni. Bile su to veće kuće u kojima je živjelo nekoliko franjevaca. Građevinski nisu bili oblika klasičnog samostana s klaustrom. Obično su to bile kamene građevine dužine 22 – 24 metra s podrumskim prostorijama i katom opremljenim keramičkim pećima veće snage. Domaća vrela bilježe ih kao loca/mjesta, domus/kuća, dormitoria/spavaonice ili, jednostavno, mala braća. Veličinom i izgledom su poput samostančića u Porcijunkuli koji je gradio Bernardin Sijenski. Za razliku od drugih zemalja, u BiH je zbog osmanskih osvajanja i islamske politike u BiH očuvano vrlo malo srednjovjekovnih crkava. Dosad su istraživanjima otkrivene 464 crkve iz srednjega vijeka. Za 205 njih doznalo se i patrone. Ukupno je 45 različitih patrona. 8 patrona bilo je vrlo omiljeno i njima je posvećena čak 121 crkva: sv. Mariji (31), sv. Jurju (20), sv. Petru (14), sv. Križu (13), sv. Iliji (12), sv. Ivi Krstitelju (11), sv. Mihovilu (10) i sv. Martinu (10). Sve to pokazuje da područja Bosne i Hercegovine u srednjem vijeku, prije provale Osmanlija, po broju i rasporedu crkava nije zaostajala za ondašnjim susjednim kršćanskim feudalnim državama.

### Katolička crkva
Nakon dolaska na današnja područja Hrvatske i Bosne i Hercegovine, Hrvati su primili kršćanstvo. Hrvati su pokrštavani iz dvaju pravaca: sa strane Franaka (na sjeveru i zapadu) i sa strane Bizanta (na jugu i istoku). Velikim dijelom je pokrštavanje Hrvata završilo u IX.stoljeću, ali neka područja (Neretvanska kneževina, primjerice) su još četiri stoljeća zadržala poganska vjerovanja, o čemu svjedoče sačuvani nazivi za poganska božanstva, najčešće u zemljopisnim nazivima (brdo Perun kod Splita, primjerice). 
Najstarija biskupija na području današnje Bosne i Hercegovine je ona u Trebinju, osnovana prije 1022. godine. Bosanska biskupija koja je sigurno postojala već 1067. sa sjedištem kod današnjeg Sarajeva, od XIII. stoljeća je imala svoje sjedište u Đakovu u Slavoniji, izvan Bosne. Godine 1340. utemeljena je bosanska vikarija sa sjedištem u Milama, koja se proširila na mnogo veći teritorij od same Bosne. Već 1385. ima 35 samostana, od kojih je samo 4 bilo na području Bosne. To su bili franjevački samostani u Visokom, Lašvi, Kraljevoj Sutjesci i Olovu. Do 1463. godine će se izgraditi još 12 franjevačkih samostana širom Bosne, uglavnom u jakim centrima privrednog razvoja srednjovjekovne Bosne.

Na području današnje Bosne i Hercegovine prostiralo se u srednjem vijeku (u 14. i 15. stoljeću) devet biskupija. bosanska, duvanjska i trebinjska biskupija prostirale su se potpuno u granicama današnje BiH. Zagrebačka, kninska, krbavska, makarska, splitska i stonska biskupija obuhvaćale su tek dijelove bosanskohercegovačkog teritorija. Tako npr. zagrebačka biskupija širila se od današnjeg Bosanskog Petrovca do rijeke Ukrine i od Save do blizu Ključa i Jajca. Na ruševinama katoličkih crkava i manastira podignuti su iza pada Bosne pod Turke i dolaska Vlaha u te krajeve brojne pravoslavne crkve i manastiri npr. Moštanica, Liplje, Gomionica, Rmanj i drugi. To govori i Prvi shematizam srpske mitropolije Banjalučko-Bihaćke za godinu 1901. (str. 75):
Zagrebačka biskupija imala je 1334. na bosanskohercegovačkom zemljištu 3 crkvena dekanata (dubički, sanski i vrbaski) i preko 40 župa između Sane i Vrbasa. Područje Cazina i Bosanske Krupe danas uopće nemaju ni jedne jedine katoličke župe; prije dolaska Turaka imao je svaki po 20 župa, što više, kninski biskup stolovao je više od 50 godina u Cazinu u 15. stoljeću.
Na teritoriju današnje BiH djelovali su u srednjem vijeku od katoličkih redovnika benediktinci (samostan sv. Petra u Čičevu kod Trebinja, Konoba na Uni), dominikanci, pavlini i franjevci, koji su u BiHi imali samo malenkost od 45 samostana, od kojih petnaestak još u 14. stoljeću. Najstariji i najveći franjevački samostani ležali su u Podrinju: Srebrenica (po njoj se provincija i zove Bosna Srebrena), Bijeljina, Sv. Marija u Polju (kod Bijeljine), Zvornik, Teočak, Ljubovija i Olovo. U tim stranama nestalo je potpuno katolika do 17. i početka 18. stoljeća (zadnji spomen katolika u Srebrenici potječe iz godine 1724.). Kako ističu stariji povjesničari, u svemu od ondašnjih 56 bosanskohercercegovačkih kotara za 52 od njih iz povijesnih dokumenata znamo, da su imali barem jednu katoličku župu, a svi kotari osim jednog (Gacko) sačuvali su izvjesne uspomene na katolike u tome kraju. 
Treba spomenuti još i one brojne crkve, koje godine 1244. spominje ban Matej Ninoslav. On navodi u povelji najprije katedralu sv. Petra bosanske biskupije u Brdu kod Vrhbosne (današnjeg Sarajeva), u župi Bosni spominje crkve u Vrutcima na vrelu Bosne, zatim u Bulinu i Knešpolju, u župi Neretvi u Buljini, u Viduši (Ljubincima) između Kaknja i Zenice, u župi "Brod" u Bilinu Polju (kod Zenice), u župi Lašvi "Tri crkve", u župi Lepenici Rotilj (Kiseljak), u Skopju crkva sv. Ive, u župi "Mel" crkva sv. Kuzme i Damjana  (valjda Kozmin na Drini) i konačno u župi Borcu "Praču – Biskupniju". I danas, skoro 700 godina, u čisto muslimansko-pravoslavnom kraju, na sastavcima rječica Prače i Gračanice, u Sjetlini, izvjesni predio zove "Biskupina".

### Crkva bosanska
{{Crkva bosanska je kršćanska vjerska sljedba utjecajna u predturskim srednjovjekovnim zemljama Bosni i Humu. Kršćani "Crkve bosanske" su arhaično nazivani "krstjanima".
Nastala je u krilu već postojeće i organizirane katoličke biskupije, koja je priznavala papinsko vrhovništvo koristeći se istodobno staroslavenskim kao jezikom bogoslužja. Čak je i sam naziv institucije, “Crkva bosanska", zapravo izravni prijevod naziva te stare biskupije koja se latinski nazivala “ecclesia bosnensis". Za svoga trostoljetnoga djelovanja “crkva bosanska" nikada nije uspjela postati organiziranom masovnom crkvom kakve su, inače, bile suvremene Katolička crkva ili pravoslavne crkve u zemljama bizantskoga civilizacijskog kruga. Sve do sredine XV. st. bosanski državni poglavari (do 1377. banovi, a nakon toga kraljevi), iako sami odreda katolici (a ne krstjani, tj. pripadnici “Crkve bosanske”), nisu smatrali kako treba poduzimati radikalne mjere za uništavanje “Crkve bosanske" kao institucije.
Neki od velikaša su također bili krstjani kao što su Hrvoje Vukčić Hrvatinić, Sandalj Hranić, Stjepan Vukčić Kosača i Pavao Klešić.

### Pravoslavna crkva
Istočna područja današnje Bosne i Hercegovine, prije svega Podrinje, Hum i Travunja (koji otprilike odgovaraju istočnoj Hercegovini i dijelu Crne Gore) su tek od 16. stoljeća postali u velikoj mjeri pravoslavni (Podrinje je to bilo i prije). Asimilacijom pravoslavnih Vlaha, utjecaj srpske države i kulture se proširio i na taj dio zemlje, što je posebno došlo do izražaja nakon osvajanja toga područja od strane prvog bosanskog kralja Tvrtka Kotromanića, koji je uzeo u službu srpske pisare, pa, iako je centar njegovih političkih i kulturnih težnji ostao vezan za hrvatsko-katolički zapad (sam Tvrtko je bio i ostao katolik), određen broj bizantskih i srpskih civilizacijskih obilježja vidljiv je na njegovom dvoru.

## Kultura i umjetnost
Na području srednjovjekovne BiH su se rabila tri pisma: arvatica, latinica i glagoljica. 
Najstariji dokument na arvatici je Povelja Kulina bana s dubrovačkim knezom Krvasom iz 1189. Odlomak Djela apostolskih, tzv. Grškovićev odlomak je napisan na glagoljici (12./13. stoljeće) kao i Humačka ploča koja pokazuje sjaj ranosrednjovjekovne pismenosti. Ljepotom se ističe, Hvalov zbornik iz 1404. kojeg je napisao krstjanin Hval za vojvodu Hrvoja Vukčića. Od 13. do 15. stoljeća nastaju patarenski iluminirani rukopisi. Najznačajniji pisani spomenik te epohe bila je Tajna knjiga iz 13. stoljeća koja nažalost nije sačuvana. U njoj je bila sadrzan opis nastanka svijeta, mitologija, filozofija i etika lokalnih krstjana. Od ostalih vjerskih knjiga najpoznatije su Miroslavljevo evanđelje i Mostarsko evanđelje. Sačuvano je i nekoliko rukopisa koji su ukrašeni minijaturama. Od glagoljskih pisanih spomenika najvažniji je Hrvojev misal, molitvenik koji je bio napisan za Hrvoja Vukčića Hrvatinića s njegovim prikazom na konju.
Viteški turnir u Budimu 1412. dokazuje pripadnost lokalne vlastele Zmajevom redu kao i razvoj glazbe pokazuje praćenje najvažnijih tokova ritersko-dvorjanske kulture u Europi. Razvoj heraldike stvorio je izvanredne primjerke grbova i pečata, kojima su se služili vladari i vlastela u Bosni. U Dobrunu se nalaze freske u srpsko-moravskom stilu.
U Bosnu su dolazili umjetnici i obrtnici iz primorja. Na žalost, sačuvano je malo njihovih djela, ali se klesarske vještine mogu razabrati na fragmentima skulptura s dvora kralja Tvrtka u Bobovcu, kao i na kapitelu stupa ukrašenog bosanskim kraljevskim simbolom, ljiljanovim cvijetom.
Arhitektura srednjovjekovne Bosne izraza nalazi u odbrambenim tvrđavama i dvorovima vladara poput veličanstvenog Bobovca, Blagaja i Jajca kao ljetnim rezidencijama i zimskih poput Kuknja i Samobora na Drini. Dolazi i do uporabe kamena kao građevnog materijala u svakodnevnoj stambenoj kulturi. Najpoznatiji spomenik dalmatinskog graditeljstva je ckva sv. Luke u Jajcu. Vjernici Crkve bosanske nisu podizali nikakve crkve ni samostane.
Najvrijedniji spomenici bosanske kulture su nadgrobni spomenici, stećci ili bilizi. Na području Bosne i Hercegovine pa i šire ima velik broj nekropola s preko 50.000 očuvanih stećaka na kojima se nalaze razni oblici, simboli (sunce, polumjesec, ljiljan, loza, vijenac itd.), ukrasi i epitafske poruke. Najveća koncentracija stećaka je u Hercegovini (Bileća, Stolac, Trebinje, Gacko, dolina Neretve), a najpoznatija nekropola je Radimlja kod Stoca. Najslavniji pojedinačni stećak je Zgošćanski stećak.
Narodna glazba je po postanku vrlo stara. Prenosila se usmeno, pjevanjem, a početci umjetničke glazbe gube se u tami srednjeg vijeka. Prvi napjevi za crkvene potrebe zabilježeni su u Bosni i Hercegovini tijekom 11. i 12. stoljeća. Jedna od posebnosti glazbenog života na ovim područjima je glagoljaško pjevanje – pojanje. Zbog gospodarskih poteškoća, političke i kulturne izoliranosti od zapadne Europe, razvoj glazbe u Bosni i Hercegovini je tekao vrlo usporeno i s velikim vremenskim zaostatcima. To se, uostalom, odnosi i na sve druge grane umjetnosti, znanosti i kulture uopće. 
Do osmanskog zauzimanja Bosne, pa zatim i Hercegovine, srednjovjekovna država u Bosni je imala stalne dodire sa srednjom Europom i Italijom, poglavito preko Dubrovnika. U to doba u crkvama i samostanima te na dvorovima velikaša, banova i kraljeva postoje začeci glazbene umjetnosti. Prvi izvori o bosanskim umjetnicima, sviračima i plesačima krvi i imena nađeni su u Dubrovačkom arhivu iz početka 15. stoljeća. Herceg Stjepan Vukčić Kosača imao je na svom dvoru godine 1442. čitav orkestar frulaša, a u njegovoj oporuci stoji da je imao i orgulje, vjerojatno prve na području Bosne i Hercegovine. O crkvenoj glazbi, poglavito onoj Crkve bosanske nema nikakvih podataka.

## Unutarnje poveznice
| - Crkva bosanska - Popis bosanskih banova - Popis bosanskih kraljeva - Vrhbosna, Usora i Soli, - Donji kraji, Zapadne strane, - Humska zemlja, Trebinje, Podrinje | - Mile (Visoko), Kotromanići - Hrvatinići, Kosače, Pavlovići - Hrvatska ćirilica (bosančica), stećci - Povijest jezika u Bosni i Hercegovini - Hrvatska kulturna baština u Bosni i Hercegovini - Hrvatska u personalnoj uniji s Mađarskom |

## Vanjske poveznice
- Bosna i Hercegovina#Povijest Hrvatska enciklopedija (LZMK)